# Viderunt omnes

Viderunt omnes est un chant grégorien basé sur le Psaume 98, chanté comme graduel lors des messes du Jour de Noël et historiquement le 8e jour de l'octave, à la Fête de la Circoncision, aujourd'hui la fête de Marie Mère de Dieu. Deux des nombreuses mises en musique du texte sont célèbres comme étant parmi les premières pièces de polyphonie de compositeurs connus, Léonin et Pérotin de l'École de Notre-Dame. Leur musique, connue sous le nom d'organum, ajoute un contrepoint fleuri à la mélodie grégorienne de l'intonation et du verset, des parties normalement chantées par les cantor, le reste du chant étant chanté tel quel par le chœur.

## Texte
Le texte est dérivé du Psaume 98, 2-4 et décrit la surveillance de la Terre par Dieu, un message particulièrement symbolique étant donné l'unité musicale que la composition est venue représenter.

### Latin
Vīdērunt omnēs fīnēs terræ
salūtāre Deī nostrī.
Jubilāte Deō, omnis terra.
Notum fēcit Dominus salūtāre suum;
ante conspectum gentium
revelāvit justitiam suam.

### Français
Toutes les extrémités de la terre ont vu le salut de notre Dieu.
Réjouissez-vous dans le Seigneur, toutes terres.
Le Seigneur a fait connaître son salut : aux yeux des nations il a révélé sa justice.

## L'École de Notre-Dame

### Léonin
La version en deux parties de « Viderunt Omnes » de Léonin a été écrite vers 1170. Dans sa variation, la voix du bas chante le chant familier comme un bourdon tandis que la voix du haut résonne dans une riche polyphonie, symbole de l'unité religieuse ; une forme de convivialité communautaire.
En tant que théoricien, Léonin a développé des ensembles complexes de modes et de motifs rythmiques qui ne pouvaient être écrits qu'avec un certain style de ligatures. En grande partie grâce au développement de la notation mensurale, sa vision est devenue une pratique courante, permettant l'utilisation du déchant et de la clausule.

### Pérotin
La version en quatre parties de Viderunt omnes de Pérotin, l'un des rares exemples existants d'organum quadruplum, pourrait avoir été écrite pour la Fête de la Circoncision en 1198. On sait qu'à cette époque Eudes de Sully, évêque de Paris, promouvait l'usage de la polyphonie.[citation nécessaire]
Les mélismes sont particulièrement développés, rendant le texte latin pratiquement incompréhensible. Bien que seules les sections solos soient polyphoniques, l'organum reste clair lorsqu'il est juxtaposé au chant de chœur monophonique traditionnel.

## Évolution vers le motet
Au XIIIe siècle, les introductions syllabiques ont donné naissance au motet, plaçant un organum plainchant dans la voix inférieure et introduisant un nouveau texte dans les registres supérieurs de la gamme vocale. La texture, comme celle de De Ma Dame Vient d'Adam de la Halle, cite le latin Viderunt Omnes tandis que les voix supérieures chantent un passage français similaire.
La qualité divergente de deux textes simultanés adapte les pièces à une mise en scène syllabique plus élaborée. Pour s'adapter à la liberté rythmique, l'utilisation par Adam de la Halle de la notation mesurée de Francon de Cologne a permis aux formes texturales de caractériser la longueur d'une hauteur. Le système permettait des notes plus courtes et des textures stratifiées, permettant un mouvement rapide de certaines lignes.

## Enregistrements
Le chant original a été enregistré par exemple par les moines de Saint-Dominique de Silos (sur l'album Chant Noël : Chants pour les fêtes de fin d'année).
Il existe un certain nombre d'enregistrements de la pièce de Pérotin. Plusieurs versions ont été comparées par Ivan Hewett (en), critique musical du journal britannique The Telegraph. Hewett, qui s'appuie sur un enregistrement de 2005 de l'ensemble vocal Tonus Peregrinus (en), ne discute pas s'il est approprié d'utiliser des instruments dans cette musique.
Cependant, un enregistrement du Deller Consort utilise certains instruments pour accompagner les chanteurs. et il y a un arrangement pour le quatuor à cordes du Quatuor Kronos (inclus sur l'album Early Music (Lachrymæ Antiquæ)).